# Hamath

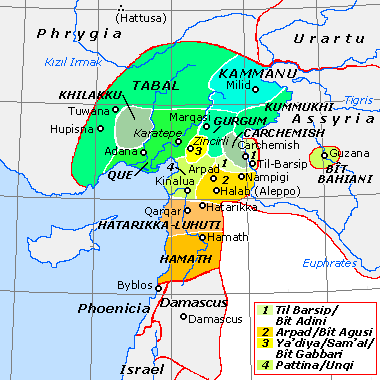
Hamath i orange

Hamath var ett arameiskt rike med Hama som centrum i nuvarande Syrien från 1209 f.kr till 720 f.kr.

## Historik
De äldsta kungarna i Hamath har neo-hettitiska namn eller luviska namn, men som många andra riken i norra Syrien vid den tiden  hade Hamath en blandad befolkning av hettiter, araméer och luvier.
Inget är känt om Hamaths fortsatta historia förutom att den lyckades upprätthålla sin självständighet fram till år 720 f.Kr då Sargon II invaderade staden Hama och dödade dess kung Yaubi'di och förstörde dess citadell.

## Zakkurs stele
Zakkurs stele beskriver hur Bar Hadad III, kung av Aram-Damaskus och son av Hasael, organiserade en allians med sexton kungar mot Zakkur, kung av Hamath. Zakkur beskriver på sin stele att ”Bar Hadad, Hazaels son, kung av Aram organiserade en allians mellan sexton kungar mot mig Bar Hadad, Bar Gush, kungen av Kue, kungen av Unqi, kungen av Gurgum, kungen av Sam’al och kungen av Meliz (Melitene/Malatya) med alla sina respektive arméer...som belägrade Hadrakh. De satte upp vallar högre än Hadrakhs murar och grävde en skyttegrav djupare än stadens vallgrav. Men jag höjde mina händer mot Baal Shamayn (herre över himlarna) och Baal Shamayn svarade mig. Baal Shamayn talade till mig genom profeter och sändebud; och Baal Shamayn sa till mig: ”Var inte rädd för det var jag som gjorde dig till kung och jag vill stå vid din Sida och befria dig från dessa kungar som belägrar dig”.

## Hamaths kungar
- Toi (900-talet f.kr)
- Hadoram (900-talet f.kr)
- Paratas (tidigt 800-tal f.kr)
- Urhulinas (mitten på 800-talet f.kr
- Uratamis (sent på 800-talet)
- Zakkur ( ca 800-700-talet f.kr)
- Enilu (mitten på 700-talet f.kr)
- Yaub'di (ca 720 f.kr)